# Isle Ristol
Isle Ristol är en ö i Storbritannien.   Den ligger i kommunen Highland och riksdelen Skottland, i den norra delen av landet, 800 km nordväst om huvudstaden London. Arean är 1,7 kvadratkilometer.
Terrängen på Isle Ristol är platt. Öns högsta punkt är 62 meter över havet. Den sträcker sig 1,7 kilometer i nord-sydlig riktning, och 1,6 kilometer i öst-västlig riktning.